# Tomin (fromage)
Le tomin (aussi en piémontais, tomino en italien) est un fromage piémontais. Les tomins au bagnet verd sont une recette traditionnelle.

## Variétés
Il y a onze variantes de tomino reconnues par la région du Piémont :
1. tomino (toma) di Casalborgone
2. tomino canavesano secco
3. tomino canavesano fresco
4. tomino del Bot
5. tomino delle Valli Saluzzesi
6. tomino di Melle (tomin dël Mel)
7. tomino di Rivalta
8. tomino di s. Giacomo di Boves
9. tomino di Saronsella (chivassotto)
10. tomino di Sordevolo
11. tomino di Talucco